# Sinstauchira ruficornis
Sinstauchira ruficornis är en insektsart som beskrevs av Huang, C. 1985. Sinstauchira ruficornis ingår i släktet Sinstauchira och familjen gräshoppor. Inga underarter finns listade i Catalogue of Life.